# Thomas Härtel

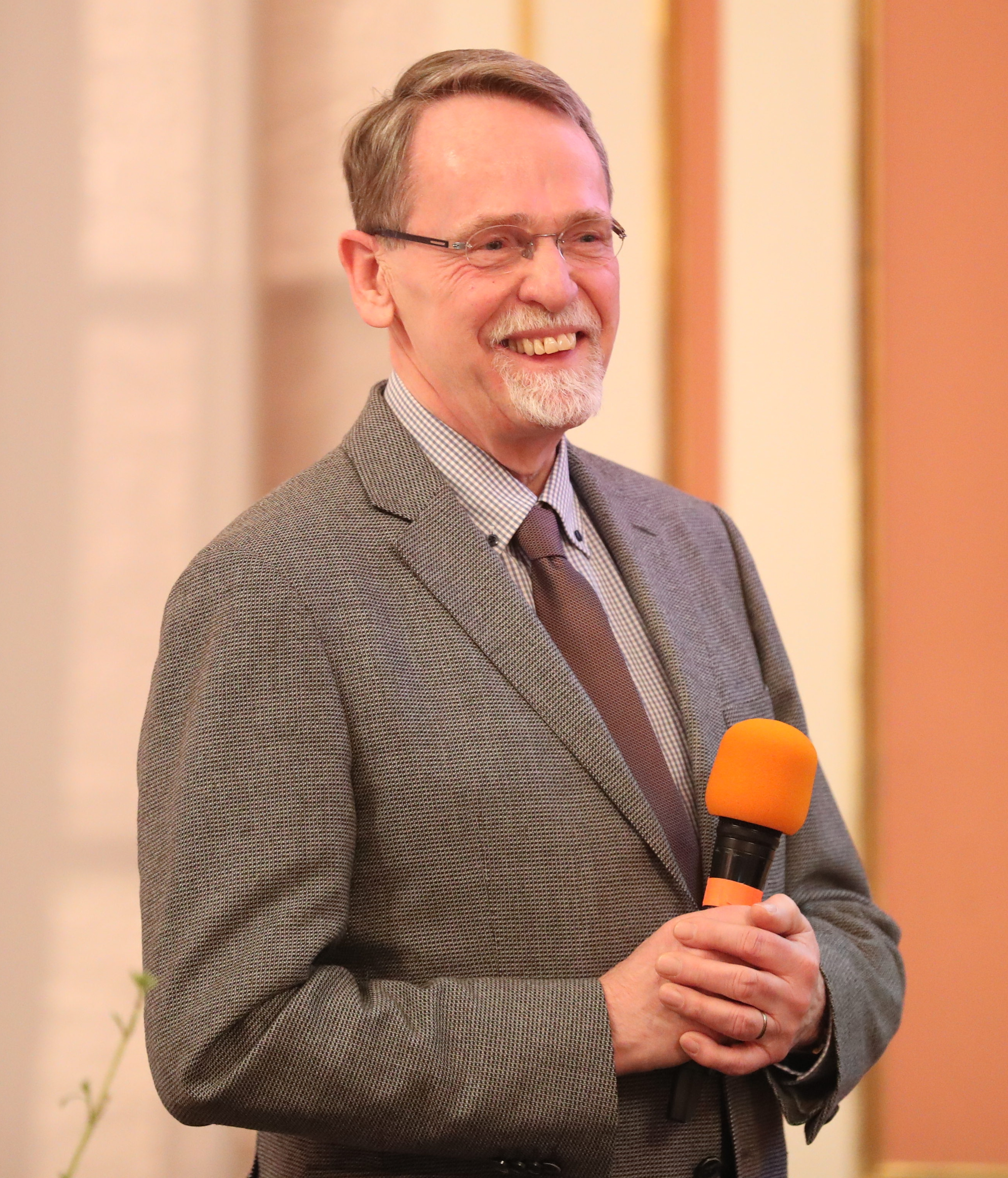
Thomas Härtel (2022)

Thomas Härtel (* 30. Mai 1951 in Berlin) ist ein deutscher politischer Beamter (SPD) im Ruhestand. Er war von 1999 bis 2007 Staatssekretär in der Senatsverwaltung für Bildung, Jugend und Sport und von 2007 bis 2011 Staatssekretär in der Berliner Senatsverwaltung für Inneres und Sport.

## Leben und Beruf
Nach dem Abitur am Evangelischen Gymnasium zum Grauen Kloster studierte Härtel an der Freien Universität Berlin Erziehungswissenschaften (Erwachsenenbildung) und schloss als Diplom-Pädagoge ab.
Sein beruflicher Einstieg erfolgte als Verwaltungsleiter beim Studentenwerk Berlin in den Jahren 1978 bis 1979. Anschließend wurde er Referent für gesundheitliche Aufklärung, Bildung und Erziehung in der Berliner Senatsverwaltung für Gesundheit und Soziales.
Thomas Härtel ist verheiratet.

## Politik
Härtel ist seit dem Jahr 1971 Mitglied der SPD. Von 1979 bis 1985 war er Mitglied der Bezirksverordnetenversammlung von Berlin-Steglitz. Ab 1985 war er Bezirksstadtrat für Volksbildung in Berlin-Steglitz und ab 1995 ebendort Bezirksstadtrat für Bildung, Kultur, Jugend und Sport sowie stellvertretender Bezirksbürgermeister.
In den Jahren 1999 bis 2006 war Härtel Staatssekretär in der von Klaus Böger geführten Senatsverwaltung für Bildung, Jugend und Sport. Mit der Bildung des Senats Wowereit III wurde die Zuständigkeit für Sport der Senatsverwaltung für Inneres zugeschlagen. Härtel wechselte als Staatssekretär für Sport in die Innenverwaltung unter Ehrhart Körting.
Nach der Abgeordnetenhauswahl 2011 erhielt die CDU die Zuständigkeit für das Innenressort. Andreas Statzkowski wurde Staatssekretär und Härtel daraufhin in den einstweiligen Ruhestand versetzt.
Von 2010 bis 2020 war Härtel Mitglied des Vorstandes der Universal-Stiftung Helmut Ziegner (Resozialisierung Strafgefangener und Haftentlassener).Von 2012 bis 2016 war Härtel Vorsitzender des Berliner Beirats für Familienfragen. Von 2012 bis 2017 war er außerdem Vizepräsident des Deutschen Behindertensportverbandes (DBS). Im Jahr 2015 wurde er zum Vizepräsidenten Sportinfrastruktur des Berliner Landessportbundes gewählt. Er war 10 Jahre Mitglied des Geschäftsführenden Vorstandes der Stiftung SPI (Sozialpädagogisches Institut) der Arbeiterwohlfahrt Berlin. Er war ebenso mehrere Jahre Mitglied des Aufsichtsrats der Corvus gGmbH, ein anerkannter Träger der Jugendhilfe, der unbegleitete minderjährige Flüchtlinge betreut und insbesondere stationäre Mutter/Vater-Kind-Wohngruppen anbietet, um deren gesellschaftliche Integration zu erreichen.
Von 2017 bis 2020 war er Vorstandsvorsitzender der Deutschen Schulsportstiftung (Jugend trainiert für Olympia & Paralympics).
In den Jahren 2015 bis 2018 war er Vizepräsident des Landessportbundes Berlin. Im November 2018 wurde er zum Präsidenten des Landessportbundes Berlin gewählt.
Thomas Härtel ist Mitglied des Aufsichtsrats der Berliner Bäderbetriebe (BBB) und Vorsitzender des Kuratoriums der Berliner Sportstiftung. Er ist außerdem Vorstandsmitglied des Vereins wie auch der gemeinnützigen Gesellschaft für Sport- und Jugendsozialarbeit (VSJ/GSJ-gGmbH).

## Mitgliedschaften
- Arbeiterwohlfahrt
- Kneipp-Verein
- Hertha-BSC
- Paralympischer Sportclub Berlin
- Deutsche Olympische Gesellschaft